# Bleptina nigromaculalis
Bleptina nigromaculalis là một loài bướm đêm trong họ Noctuidae.